# Chashan Linchang (bondby i Kina, Jiangxi Sheng, lat 28,66, long 114,46)
Chashan Linchang är en bondby i Kina. Den ligger i provinsen Jiangxi, i den sydöstra delen av landet, omkring 140 kilometer väster om provinshuvudstaden Nanchang. Antalet invånare är 367. Befolkningen består av 168 kvinnor och 199 män. Barn under 15 år utgör 19,0 %, vuxna 15-64 år 65 %, och äldre över 65 år 15,0 %.
Runt Chashan Linchang är det ganska tätbefolkat, med 75 invånare per kvadratkilometer. Närmaste större samhälle är Sandu, 9,8 km söder om Chashan Linchang. I omgivningarna runt Chashan Linchang växer i huvudsak blandskog.
Genomsnittlig årsnederbörd är 2 406 millimeter. Den regnigaste månaden är maj, med i genomsnitt 404 mm nederbörd, och den torraste är oktober, med 55 mm nederbörd.